# 甲母质
甲母质（英語：nail matrix），是指（趾）甲基部细胞形成层，能够分化形成甲板。手指的甲母质由体内分裂最快速的皮肤细胞组成，生长速度比脚趾快10倍，每2个月约生长3至7毫米。

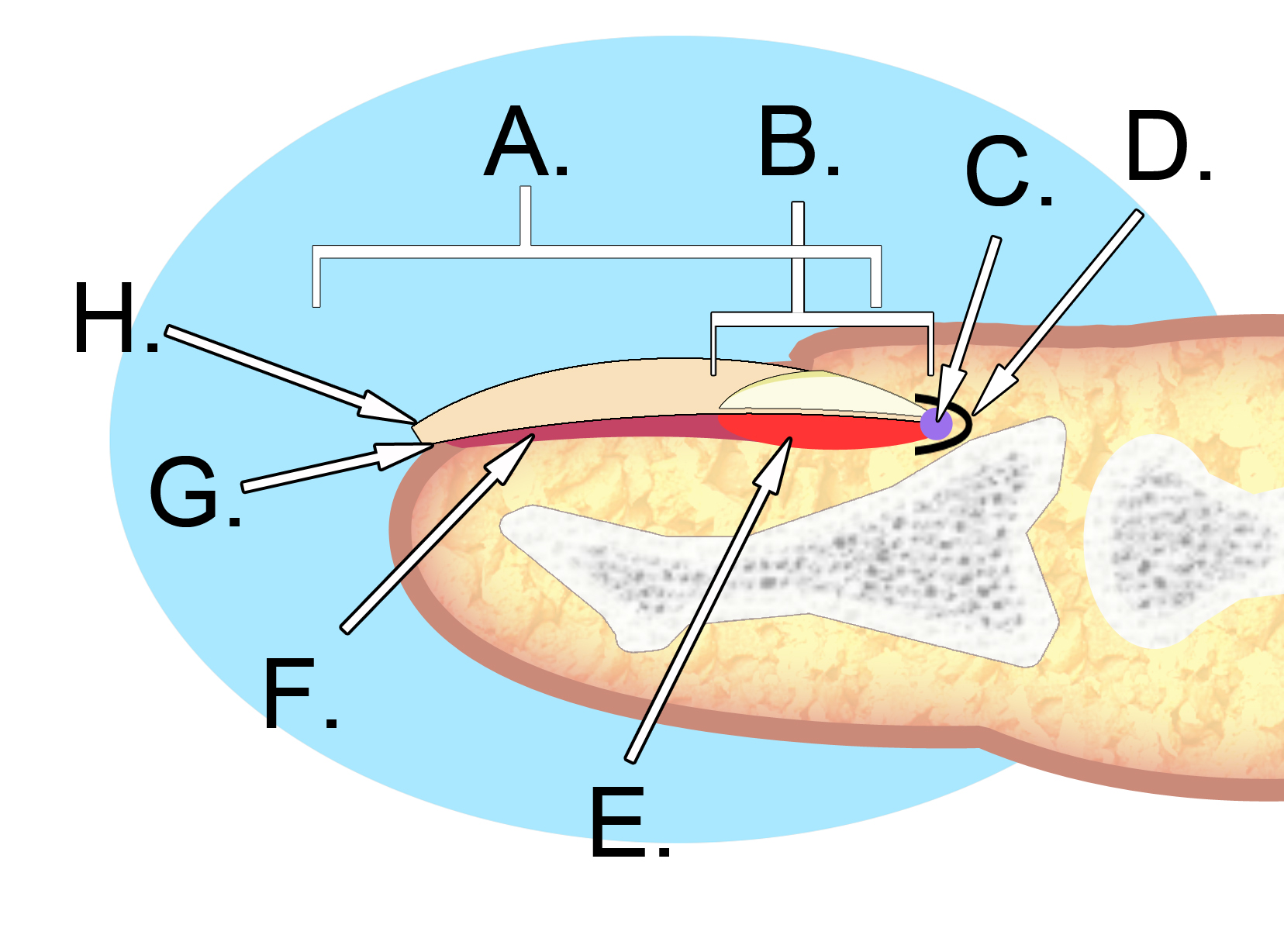
A. 甲板; B. 甲弧影; C. 甲根; D. 甲窦; E. 甲母质; F. 甲床; G. 甲下皮; H. 甲游离缘